# Замок Кабра

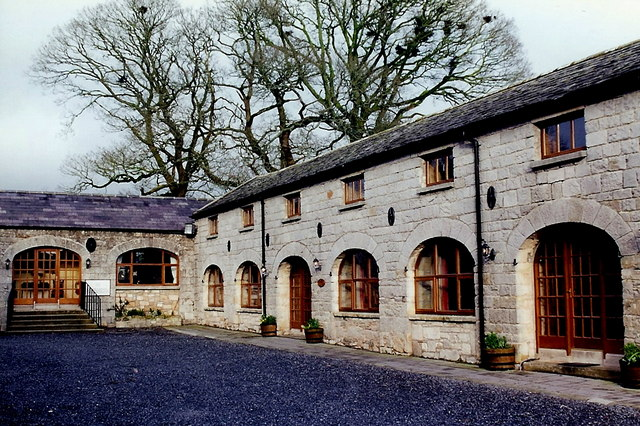
Частина споруд замку Кабра.

Замок Кабра (англ. Cabra Castle) — один із замків Ірландії, розташований в графстві Каван. Замок колись був досить сильно зруйнований, але згодом відбудований і перебудований. Нині використовується як розкішний готель. Замок стоїть біля селища Кабра, недалеко від селища Кінгскорт — ірландська назва селища Дун а Рі (ірл. Dún a' Rí) — «Фортеця Короля». Замок стоїть біля межі з графствами Монахан та Міт.

## Історія замку Кабра
Замок Кабра був побудований на початку ХІХ століття аристократичною родиною Фостер. Замок мав суміш архітектурних стилів — переважно неонорманський стиль та неоготику. Спочатку замок називався Замок Кормі (англ. Cormey (Cormy) Castle). Замок був завершений в 1813 році. Будівництво замку виявилось настільки дорогою справою, що повністю розорило родину Фостер. Родина Фостер вимушена була продати замок багатій аристократичній родині Пратт — одній з місцевих «панівних» сімей графства Каван.
Аристократична родина Пратт жила на Каррікмакросс-Роуд в оригінальному будинку Кабра-Хаус (іноді цей будинок теж називають «замок Кабра») на території маєтку Рабра — величезній садибі. Родина Пратт володіла маєтком Кабра з 1699 року. У 1813 році полковник Джозеф Пратт купивши замок Кормі перейменував його на замок Кабра, розширив свої володіння і зробив замок своєю основною резиденцією.
Руїни давнього будинку Кабра-Хаус збереглися на горі Вішін-Велл (Добрих Бажань) на території парку Дун-а-Рі. Лісопарк є частиною колись величезного маєтку Кабра, нині належить Лісовому департаменту уряду Ірландії.
Майор Мервін Пратт володів замком Кабра та маєтком Кабра з 1927 року до своєї смерті в 1950 році. Він жив переважно в Енніскоу — своїй іншій заміській резиденції, якою здавна володіла родина Пратт. Родина Пратт володіла цієї резиденцією з 1860 року. Енніскоу розташована в Кроссмолін, графство Мейо. Володіння в 1950 році успадкував його племінник доктор Мервін Шеппард, що до того служив в Британській колоніальній службі в Малайзії і мав малайський аристократичний титул Тан Шрі. Він був останнім з давньої аристократичної династії Пратт, останнім володарем замку Кабра. Він не міг оплатити всі видатки на утримання замку Кабра. Він продав замок католицькій ірландській родині Бреннан в 1964 році. Родина Бреннан перетворила замок в готель. Цей готель вони продали в 1986 році Мансуру — бізнесмену з Об'єднаних Арабських Еміратів. У нього була ідея знову перебудувати замок і знову перетворити його в особисту резиденцію аристократа. Але ця ідея так і лишилась не втіленою. У 1991 році Мансур продав замок Кабра родині Корскадден, яка володіє низкою готелів. Родина Корскадден реставрувала замок, перетворивши його в розкішний чотиризірковий готель.